# Madiun
Madiun est une ville d'Indonésie dans la province de Java oriental, située à 169 km au sud-ouest de Surabaya, la capitale provinciale. Elle a le statut de kota. Sa population était de 190 800 habitants en 1992.

## Histoire
En 1948, l'Indonésie et les Pays-Bas signent l'accord du Renville (du nom du navire de guerre américain sur lequel il est signé, le USS Renville), qui met fin au conflit armé entre les deux parties. Au terme de cet accord, toutes les unités de guérilla et les milices autres que celles du gouvernement doivent être dissoutes. À Madiun, un groupe de miliciens du Parti communiste indonésien (PKI) refuse le désarmement. L'armée de terre indonésienne qualifie cet acte d'insurrection. Le 30 septembre, la division d'élite "Siliwangi" entre à Madiun. Des milliers de cadres du PKI sont exécutés et 36 000 sont jetés en prison. Le secrétaire général, D. N. Aidit, part en exil en Chine.

## Culture
Près de Madiun se trouve un village dont les habitants travaillent dans la fabrication de figurines du théâtre d'ombre traditionnel javanais wayang kulit. Ils peuvent également organiser des spectacles pour des cérémonies comme les mariages et autres occasions demandant la tenue d'un tel spectacle.
À 8 km à l'est de Madiun, dans le village de Nglambangan, se trouvent des ruines que les habitants datent de l'époque du royaume de Majapahit, dont le pura (palais) de Lambangsari. Elles sont considérées comme sacrées par les habitants et sont le cadre de cérémonies de la religion traditionnelle javanaise durant le mois musulman de Syuro.